# 阿木川

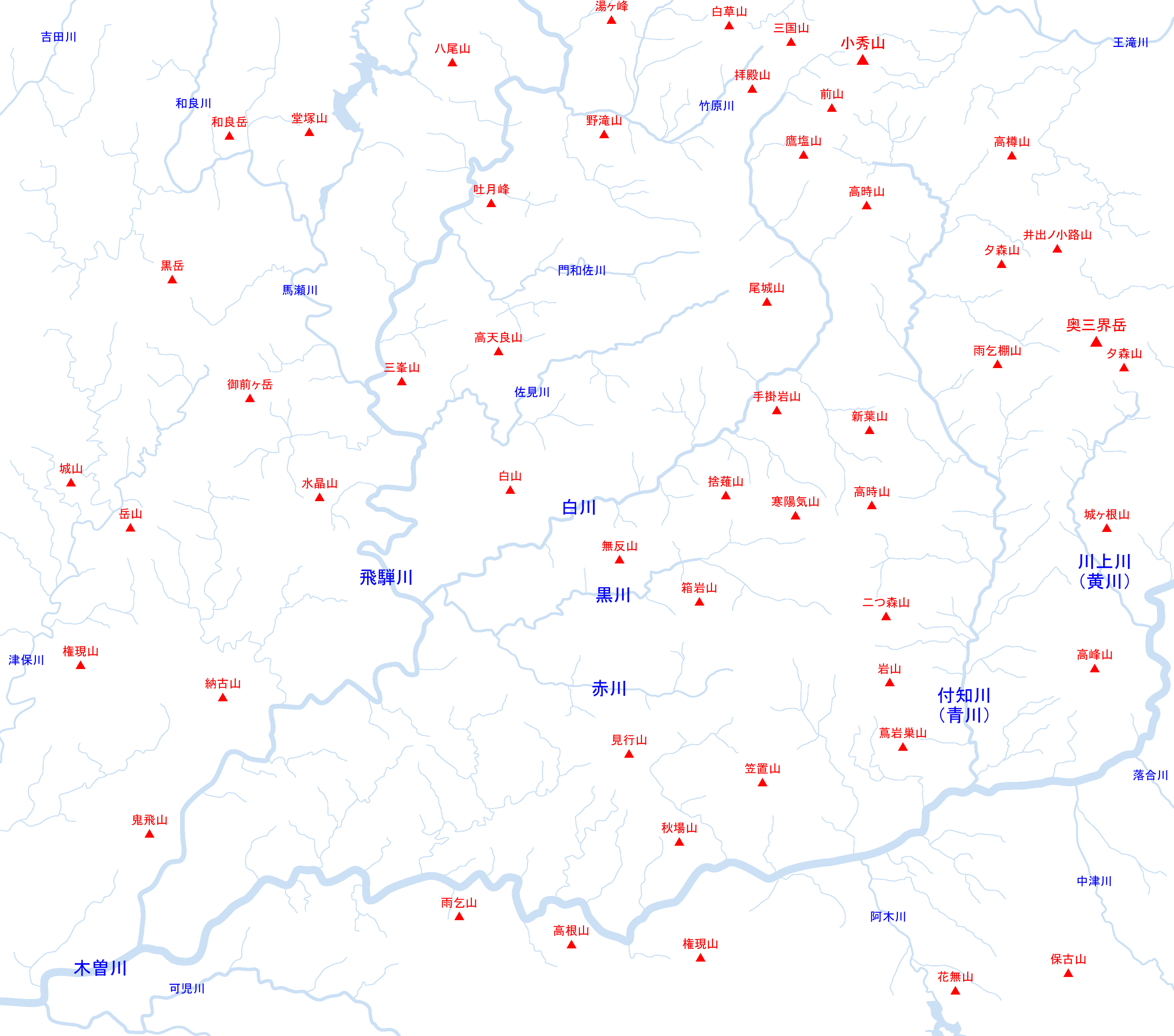
東濃五色川とその周辺の地理

阿木川（あぎがわ）は、木曽川水系の一級河川。岐阜県恵那市・中津川市を流れる。木曽川本川に合流する一次支川。

## 地理
中津川市阿木南東部の焼山と天狗森山の間に源を発し、恵那市大井町付近で木曽川に合流する。水源から木曽川合流点までの河川延長は約27キロメートル、うち河川法区域延長は約17キロメートル。
水源から西に流れながら阿木盆地の水を集め、阿木川ダムのダム湖・阿木川湖で岩村川と合流する。阿木川湖を過ぎると恵那市に入り、恵那市長島町正家付近で飯沼川と合流して恵那盆地へと差しかかる。恵那盆地では永田川などと合流しながら北西に流れ、木曽川の大井ダムのやや下流側の合流点に至る。
流路に位置する2つの盆地（阿木盆地・恵那盆地）では開けた平野を緩やかに流れる一方で、盆地手前の約6キロメートルほどの区間は断層山脈の急斜面や山脈を横断するため深い峡谷を流れる。全体で見ると深い谷は少なく、流域面積も狭く、水量も多くない。